# Alejandro Finisterre

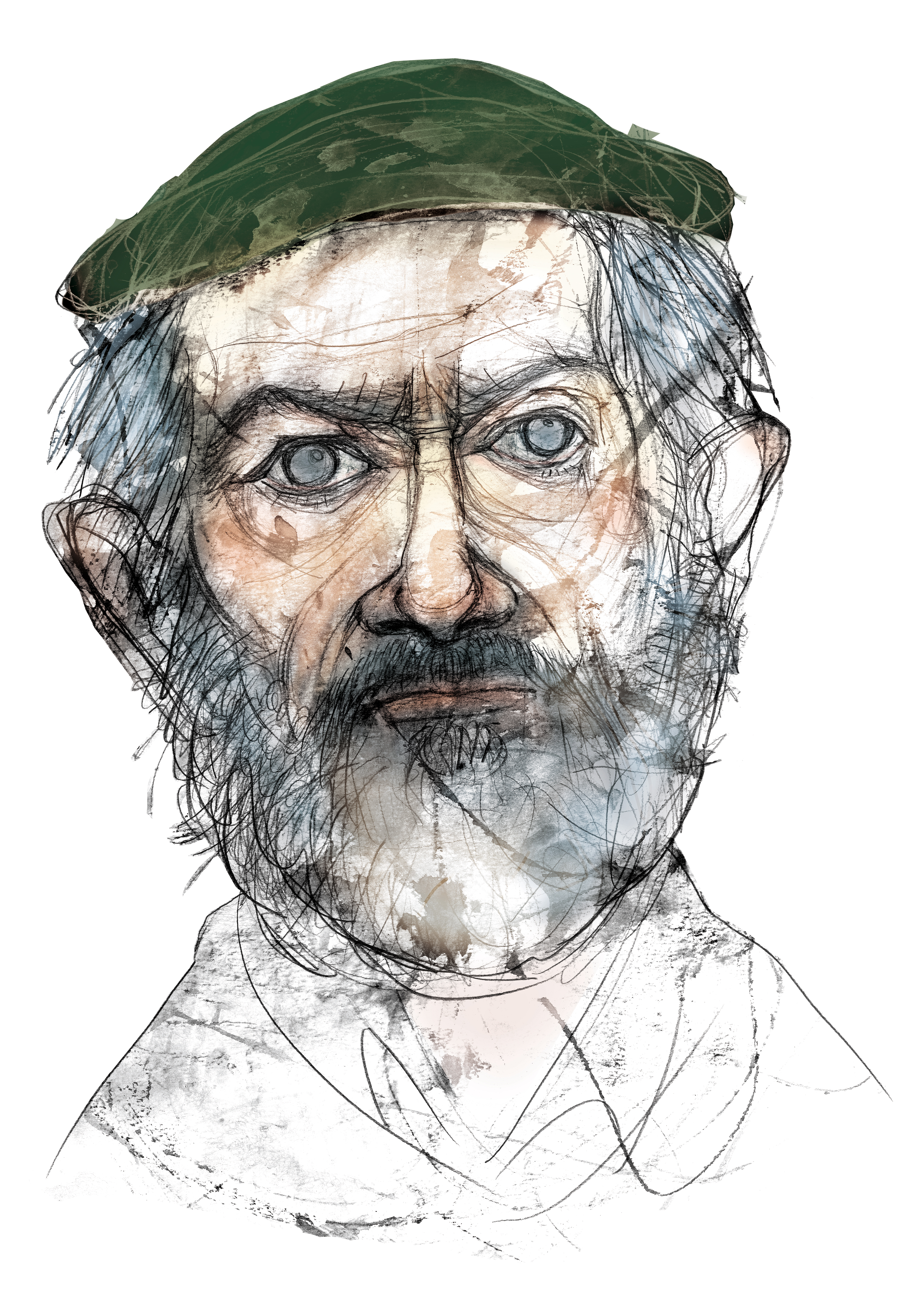
Alejandro Finisterre volgens Eulogia Merle

Alejandro Campos Ramírez, beter bekend als Alejandro Finisterre (Fisterra, 6 mei 1919 - Zamora, 9 februari 2007) was een Galicisch dichter, uitvinder en redacteur.
Finisterre raakte gewond tijdens de bombardementen op Madrid tijdens de Spaanse Burgeroorlog. In een ziekenhuis zag hij naar verluidt gewonde kinderen die niet konden voetballen. Dit bracht hem tot het ontwerp van tafelvoetbal, gebaseerd op tafeltennis. Hij gaf zijn vriend Francisco Javier Altuna, een Baskisch timmerman, de eer het eerste tafelvoetbalspel te ontwerpen. Hoewel hij zijn vinding liet patenteren in 1937 moest hij het land ontvluchten na de staatsgreep; de patenten verloor hij tijdens de tocht naar Frankrijk en zijn claim wordt derhalve nog steeds betwist.
Zijn linkse ideologie bleef hem in problemen brengen. In Guatemala werd hij ontvoerd nadat Carlos Armas de macht greep. Finisterre werd op een vliegtuig naar Madrid gezet; gedurende die vlucht bedreigde Finisterre de piloot door te beweren dat hij explosieven bij zich had - een van de eerste vliegtuigkapingen. Later, in Mexico, werkte hij als redacteur.